# Pallanuoto ai XIV Giochi panamericani
Il XIV torneo panamericano di pallanuoto si è svolto a Santo Domingo dal 2 al 10 agosto 2003 in occasione dei XIV Giochi panamericani. Il torneo femminile è stato disputato per la seconda volta.

## Torneo maschile
Il torneo è stato disputato in due fasi: una preliminare e una a eliminazione diretta. A differenza di quanto accaduto nelle edizioni più recenti, nella prima fase le formazioni sono state inserite in un unico girone, al termine del quale le prime quattroclassificate si sono qualificate per le semifinali. Gli Stati Uniti hanno vinto il titolo per la terza volta consecutiva.

### Fase preliminare
| 2 agosto 2003 | Canada | 11 – 2 | Argentina |  |

| 2 agosto 2003 | Messico | 6 – 6 | Colombia |  |

| 2 agosto 2003 | Stati Uniti | 24 – 0 | Rep. Dominicana |  |

| 2 agosto 2003 | Brasile | 15 – 6 | Porto Rico |  |

| 3 agosto 2003 | Argentina | 6 – 5 | Colombia |  |

| 3 agosto 2003 | Messico | 5 – 5 | Porto Rico |  |

| 3 agosto 2003 | Stati Uniti | 17 – 5 | Brasile |  |

| 3 agosto 2003 | Canada | 14 – 2 | Rep. Dominicana |  |

| 4 agosto 2003 | Colombia | 12 – 8 | Rep. Dominicana |  |

| 4 agosto 2003 | Brasile | 9 – 8 | Canada |  |

| 4 agosto 2003 | Messico | 6 – 5 | Argentina |  |

| 4 agosto 2003 | Stati Uniti | 14 – 2 | Porto Rico |  |

| 5 agosto 2003 | Stati Uniti | 18 – 1 | Messico |  |

| 5 agosto 2003 | Argentina | 8 – 8 | Rep. Dominicana |  |

| 5 agosto 2003 | Brasile | 16 – 5 | Canada |  |

| 5 agosto 2003 | Canada | 17 – 6 | Porto Rico |  |

| 6 agosto 2003 | Messico | 8 – 5 | Rep. Dominicana |  |

| 6 agosto 2003 | Brasile | 11 – 4 | Argentina |  |

| 6 agosto 2003 | Stati Uniti | 11 – 5 | Canada |  |

| 6 agosto 2003 | Porto Rico | 10 – 9 | Colombia |  |

| 7 agosto 2003 | Brasile | 19 – 4 | Rep. Dominicana |  |

| 7 agosto 2003 | Stati Uniti | 18 – 4 | Colombia |  |

| 7 agosto 2003 | Porto Rico | 7 – 6 | Argentina |  |

| 7 agosto 2003 | Canada | 10 – 6 | Messico |  |

| 8 agosto 2003 | Stati Uniti | 13 – 2 | Argentina |  |

| 8 agosto 2003 | Canada | 8 – 3 | Colombia |  |

| 8 agosto 2003 | Porto Rico | 11 – 8 | Rep. Dominicana |  |

| 8 agosto 2003 | Brasile | 9 – 4 | Messico |  |

|    | Squadra         | Punti | G | V | N | P | GF  | GS | Diff |
| -- | --------------- | ----- | - | - | - | - | --- | -- | ---- |
| 1. | Stati Uniti     | 14    | 7 | 7 | 0 | 0 | 115 | 19 | +96  |
| 2. | Brasile         | 12    | 7 | 6 | 0 | 1 | 84  | 48 | +36  |
| 3. | Canada          | 10    | 7 | 5 | 0 | 2 | 73  | 39 | +34  |
| 4. | Porto Rico      | 7     | 7 | 3 | 1 | 3 | 47  | 74 | -27  |
| 5. | Messico         | 6     | 7 | 2 | 2 | 3 | 36  | 58 | -18  |
| 6. | Argentina       | 3     | 7 | 1 | 1 | 5 | 33  | 61 | -28  |
| 7. | Colombia        | 3     | 7 | 1 | 1 | 5 | 44  | 72 | -28  |
| 8. | Rep. Dominicana | 1     | 7 | 0 | 1 | 6 | 35  | 96 | -61  |

### Fase finale

#### Semifinali
| 9 agosto 2003 | Stati Uniti | 16 – 7 | Porto Rico |  |

| 9 agosto 2003 | Brasile | 4 – 2 | Canada |  |

##### 5º - 8º posto
| 9 agosto 2003 | Messico | 13 – 4 | Rep. Dominicana |  |

| 9 agosto 2003 | Argentina | 8 – 6 | Colombia |  |

#### Finali

##### 7º posto
| 10 agosto 2003 | Colombia | 10 – 6 | Rep. Dominicana |  |

##### 5º posto
| 10 agosto 2003 | Messico | 6 – 5 | Argentina |  |

##### Finale per il Bronzo
| 10 agosto 2003 | Canada | 15 – 4 | Porto Rico |  |

##### Finale per l'Oro
| 10 agosto 2003 | Stati Uniti | 13 – 7 | Brasile |  |

### Classifica finale
| Pos.    | Squadra         |
| ------- | --------------- |
| Oro     | Stati Uniti     |
| Argento | Brasile         |
| Bronzo  | Canada          |
| 4       | Porto Rico      |
| 5       | Messico         |
| 6       | Argentina       |
| 7       | Colombia        |
| 8       | Rep. Dominicana |

## Torneo femminile
Il II torneo femminile si è svolto nello stesso modo dell'edizione precedente: un girone da cinque, con le prime quattro in semifinale.
Nella rivincita della finale di Winnipeg 1999 le ragazze degli Stati Uniti hanno battuto il Canada conquistando il loro primo titolo.

### Fase preliminare
| 2 agosto 2003 | Canada | 12 – 4 | Brasile |  |

| 2 agosto 2003 | Cuba | 6 – 3 | Porto Rico |  |

| 3 agosto 2003 | Stati Uniti | 20 – 2 | Porto Rico |  |

| 3 agosto 2003 | Cuba | 6 – 6 | Brasile |  |

| 4 agosto 2003 | Canada | 19 – 3 | Cuba |  |

| 4 agosto 2003 | Stati Uniti | 9 – 4 | Brasile |  |

| 5 agosto 2003 | Canada | 15 – 0 | Porto Rico |  |

| 5 agosto 2003 | Stati Uniti | 13 – 1 | Cuba |  |

| 7 agosto 2003 | Canada | 7 – 7 | Stati Uniti |  |

| 7 agosto 2003 | Brasile | 6 – 5 | Porto Rico |  |

|    | Squadra     | Punti | G | V | N | P | GF | GS | Diff |
| -- | ----------- | ----- | - | - | - | - | -- | -- | ---- |
| 1. | Canada      | 7     | 4 | 3 | 1 | 0 | 53 | 14 | +39  |
| 2. | Stati Uniti | 7     | 4 | 3 | 1 | 0 | 49 | 14 | +35  |
| 3. | Brasile     | 3     | 4 | 1 | 1 | 2 | 20 | 32 | -12  |
| 4. | Cuba        | 3     | 4 | 1 | 1 | 2 | 16 | 41 | -25  |
| 5. | Porto Rico  | 0     | 4 | 0 | 0 | 4 | 10 | 47 | -37  |

### Fase finale

#### Semifinali
| 8 agosto 2003 | Canada | 16 – 2 | Cuba |  |

| 8 agosto 2003 | Stati Uniti | 7 – 3 | Brasile |  |

#### Finali

##### Finale per il Bronzo
| 10 agosto 2003 | Brasile | 6 – 5 | Cuba |  |

##### Finale per l'Oro
| 10 agosto 2003 | Canada | 3 – 7 | Stati Uniti |  |

### Classifica finale
| Pos.    | Squadra     |
| ------- | ----------- |
| Oro     | Stati Uniti |
| Argento | Canada      |
| Bronzo  | Brasile     |
| 4       | Cuba        |
| 5       | Porto Rico  |

## Fonti
- (EN) Todor66.com - Sport statistics Archive, su todor66.com.